# Frank Sherwood Rowland

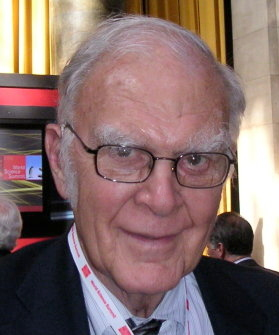
Frank Sherwood Rowland

Frank Sherwood Rowland (28 tháng 6 năm 1927 – 10 tháng 3 năm 2012) là một người đoạt giải Nobel và giáo sư hóa học tại trường Đại học California tại Irvine. Ông đã nghiên cứu về hóa học bình lưu và động lực học hóa học.
Ông Rowland sinh ra tại Delaware, Ohio và nhận bằng cử nhân văn chương tại Đại học Wesleyan tại Ohio vào năm 1948. Ông nhận bằng thạc sĩ trong năm 1951 và tiến sĩ trong năm 1952, cả hai bằng từ trường Đại học Chicago.
Năm 1974 Rowland và Mario J. Molina nhận biết các CFC, giống như các khí khác, là chất xúc tác có hiệu quả cao khi phá vỡ các phân tử ôzôn. Vì thế họ đã khám phá ra sự suy giảm ôzôn.
Năm 1995 Rowland và Molina đoạt giải Nobel Hóa học vì nghiên cứu của họ trong lĩnh vực này.
Ông đã được tặng nhiều giải thưởng:
- Giải Tyler, 1983
- Giải Nhật Bản, 1989
- Giải Peter Debye, 1993
- Huy chương Roger Revelle, 1994
- Giải Nobel Hóa học, 1995